# Siphunculina lurida
Siphunculina lurida är en tvåvingeart som först beskrevs av Günther Enderlein 1911.  Siphunculina lurida ingår i släktet Siphunculina och familjen fritflugor. Inga underarter finns listade i Catalogue of Life.